# 타임 스위치

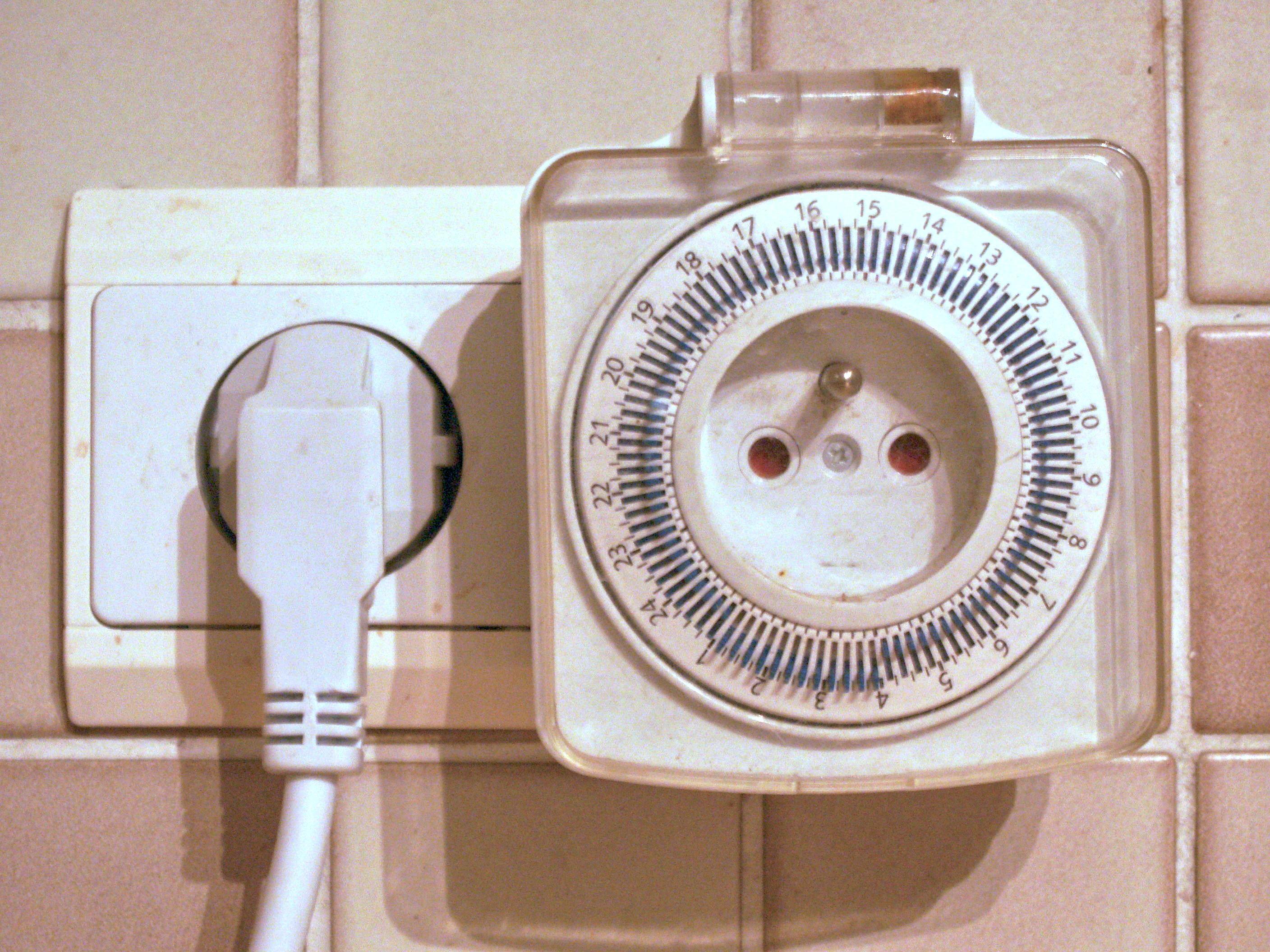

타임 스위치(time switch, 타이머 스위치, timer switch 또는 타이머, timer)는 타이밍 메커니즘에 의해 제어되는 전기 스위치를 작동시키는 타이머이다.
인터매틱(Intermatic)은 1945년에 "전광판, 상점 창문 조명, 아파트 홀 조명, 스토커, 석유 및 가스 버너"에 사용된 최초의 시간 스위치를 출시했다. 가전제품으로는 1952년에 추가되었다.
스위치는 릴레이 또는 접촉기를 통하는 것을 포함하여 주전원에서 작동하는 전기 회로에 연결될 수 있다. 아니면 차량의 배터리로 작동되는 장비를 포함한 저전압으로 동작된다. 전원 회로(중앙 난방 또는 온수기 타이머와 같이)에 내장될 수 있으며, 전원 지점에 직접 연결되는 대신 타이머에 연결된 장비와 함께 벽면 콘센트에 연결될 수 있다. 장비에 내장되어 있는 경우도 있다.